# Shehab Ahmed
Shehab Ahmed (Emiratos Árabes Unidos; 29 de marzo de 1984) es un exfutbolista de los Emiratos Árabes Unidos que jugaba en la posición de centrocampista.

## Carrera

### Club
| Periodo   | Club       |
| --------- | ---------- |
| 2002–2012 | Al Ain FC  |
| 2012–2013 | Ajman Club |
| 2013-2017 | Hatta Club |

### Selección nacional
Jugó con Emiratos Árabes Unidos en 3 ocasiones de 2004 a 2005, participó en la Copa Mundial de Fútbol Sub-20 de 2003 y en la Copa Asiática 2004.

## Logros
- UAE Pro League: 2002/2003, 2003/2004
- UAE Presidents Cup: 2003/2004, 2004/2005, 2008/2009
- AFC Champions League: 2003
- UAE FA Cup: 2004/2005, 2005/2006
- UAE Super Cup: 2002/2003, 2009/2010
- Etisalat Emirates Cup: 2008/2009